# Пољанец
Пољанец је насељено место у саставу општине Мартијанец у Вараждинској жупанији, Хрватска. До територијалне реорганизације у Хрватској налазио се у саставу старе општине Лудбрег.

## Становништво
На попису становништва 2011. године, Пољанец је имао 716 становника.

## Попис1991.
На попису становништва 1991. године, насељено место Пољанец је имало 853 становника, следећег националног састава:
| Попис 1991.‍  | Попис 1991.‍  | Попис 1991.‍ | Попис 1991.‍ | Попис 1991.‍ |
| ------------ | ------------ | ----------- | ----------- | ----------- |
|              |              |             |             |             |
| Хрвати       | Хрвати       |             | 828         | 97,06%      |
| Југословени  | Југословени  |             | 5           | 0,58%       |
| Аустријанци  | Аустријанци  |             | 1           | 0,11%       |
| Македонци    | Македонци    |             | 1           | 0,11%       |
| Словенци     | Словенци     |             | 1           | 0,11%       |
| Срби         | Срби         |             | 1           | 0,11%       |
| Чеси         | Чеси         |             | 1           | 0,11%       |
| неопредељени | неопредељени |             | 14          | 1,64%       |
| непознато    | непознато    |             | 1           | 0,11%       |
| укупно: 853  |              |             |             |             |